# Calisota

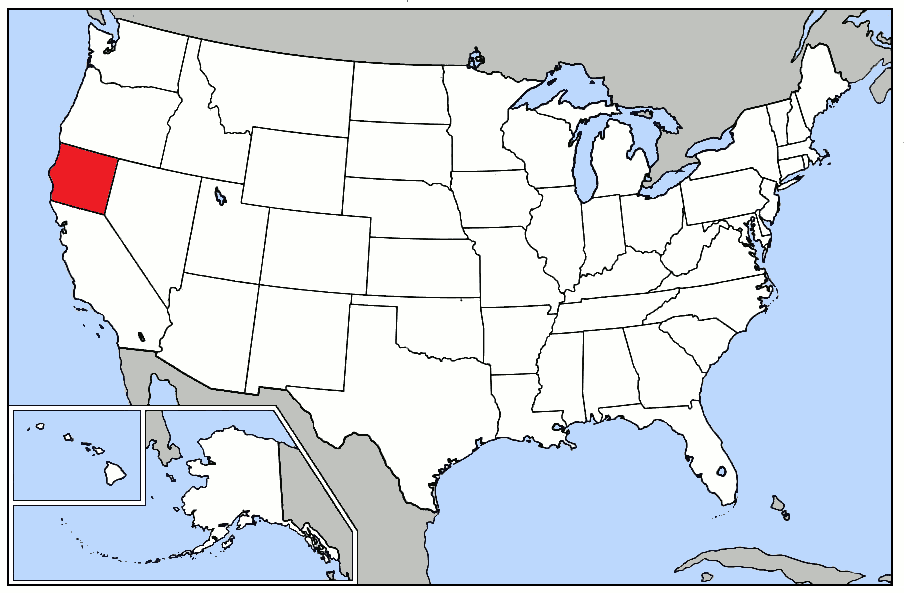
Locatie van de fictieve staat Calisota

Calisota is een fictieve staat in de Verenigde Staten, bedacht door Carl Barks in het verhaal The Gilded Man (1952). In deze staat ligt onder andere Duckstad. Andere plaatsen gelegen in Calisota zijn Goosetown (Gansdorp) en volgens sommige verhalen Mouseton. De ligging van Calisota komt ruwweg overeen met het noorden van Californië.
De naam Calisota is een kofferwoord van Californië en Minnesota. Barks bracht een groot deel van zijn leven in deze twee staten door.